# Газова камера

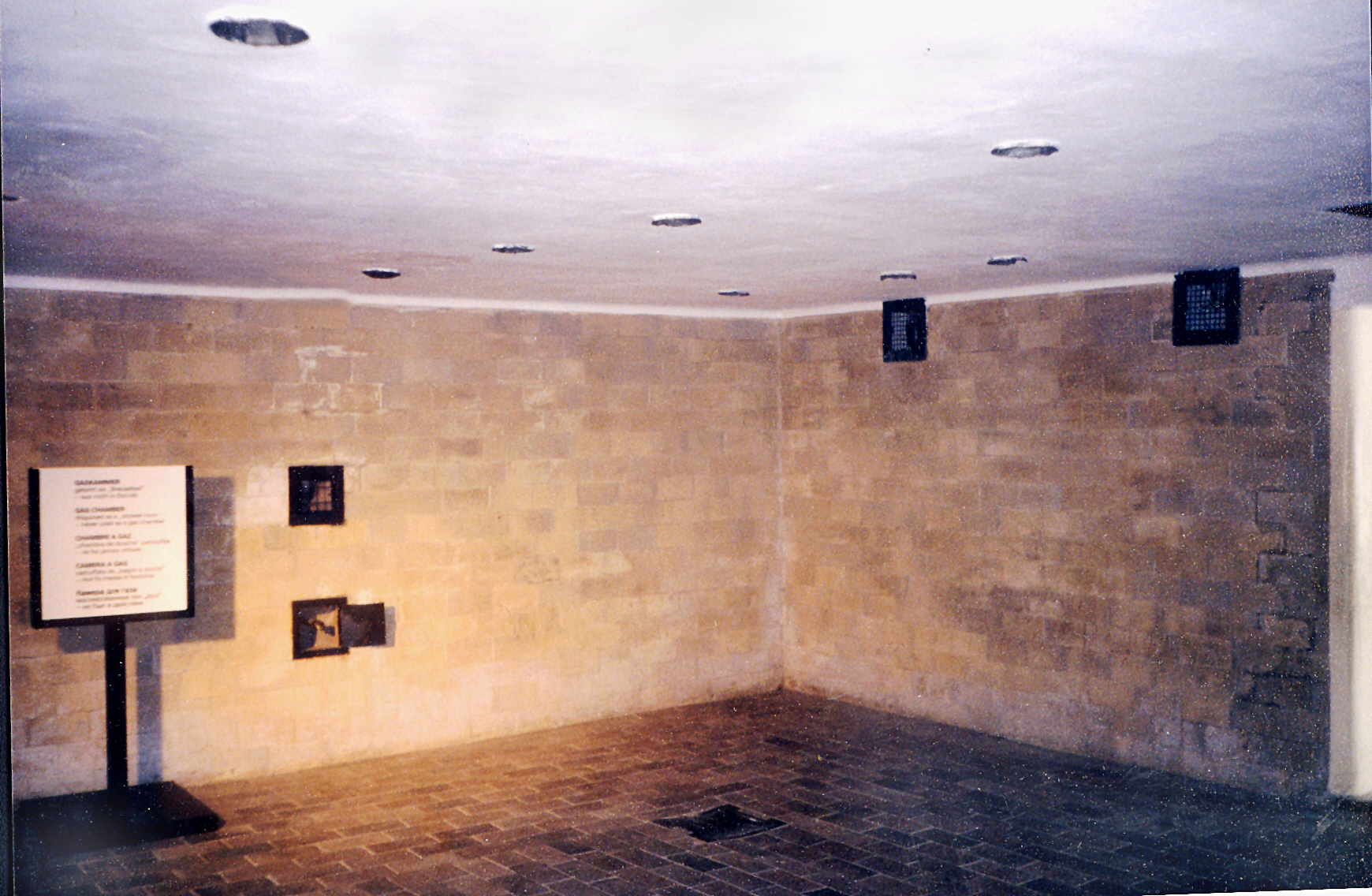
Газова камера в Дахау

Газова камера — приміщення, призначене для умертвіння людей отруйним або задушливим газом.

## Винахід
Перша спроба створити газову камеру була проведена в одній із в'язниць штату Невада в 1923 році з ініціативи тюремного стоматолога на прізвище Тернер. Він пропонував впускати отруйний газ безпосередньо в камеру смертників, коли ті спали, але після невдалого експерименту, внаслідок якого отримали смертельне отруєння двоє наглядачів, вирішено було сконструювати окрему прибудову в тюремному дворі. Тернер вважав, що якщо пустити отруйні речовини в камеру смертників під час сну, то вони помруть не відчувши нічого.
Винахідником «душогубки» — автомобіля, переобладнаного з фургона для перевезення хліба, у кузові якого душили вихлопним газом засуджених на смерть людей, вважається радянський працівник НКВС, лейтенант держбезпеки Берг Ісай Давидович. У кузові фургона, обшитого зсередини оцинкованим залізом, пророблявся отвір, через який за допомогою ґумового шлангу надходили вихлопні гази, від отруєння якими за 20-30 хвилин засуджені помирали. Саме ці радянські автодушогубки, «очевидно, були взяті на озброєння гітлерівцями в роки Другої світової війни».

## Застосування
Газові камери використовувалися для страти засуджених злочинців у США починаючи з 1920-х років. Газові камери широко використовувалися нацистською Німеччиною як засіб вбивства в таборах смерті євреїв, слов'ян і тих, кого нацисти вважали «унтерменшами». Це підтверджується численними свідченнями, а також нацистськими документами. У газових камерах Аушвіца й Майданека для масових вбивств застосовувався Циклон Б, а в Треблінці та деяких інших таборах смерті для масових вбивств використовувалися приміщення, в які закачувалися вихлопні гази дизельних двигунів. Відомі випадки використання автомобілів, обладнаних газовою камерою (газваген).

У червні 1941 року я отримав наказ встановити в Аушвіці обладнання для винищення євреїв. Коли я обладнав будинок для винищувань в Аушвіці, то пристосував його для використання газу «Циклон Б», який являв собою кристалічну синильну кислоту. Іншим удосконаленням, зробленим нами, було будівництво газових камер з разовою пропускною спроможністю в 2 тисячі чоловік, у той час як у десяти газових камерах Треблінки можна було винищувати за один раз тільки по 200 чоловік у кожній.
— Рудольф Гьосс, свідчення на Нюрнберзькому процесі.
Аж до кінця XX століття газові камери застосовувалися також у Сполучених Штатах Америки для виконання смертної кари. Востаннє (станом на січень 2023 р.) газова камера використовувалися 3 березня 1999, коли в Аризоні був страчений Волтер Лаґранд. Наразі[коли?] законодавство п'яти штатів допускає використання газової камери:
1. Штат Аризона: За вибором засудженого поряд зі смертельною ін'єкцією, тільки якщо вирок був винесений до 15 листопада 1992.
2. Вайомінг: Якщо смертельна ін'єкція буде визнана неконституційною.
3. Каліфорнія: На прохання засудженого, за замовчуванням застосовується смертельна ін'єкція. Верховний суд Каліфорнії визнав газову камеру «жорстоким і незвичайним покаранням».
4. Міссурі: За вибором поряд зі смертельною ін'єкцією; закон не пояснює, хто робить вибір — засуджений чи судові органи.
5. Меріленд: За вибором засудженого поряд зі смертельною ін'єкцією, тільки якщо злочин було скоєно до 25 березня 1994.

Цей метод неодноразово піддавався критиці як досить болісний; смерть нерідко наставала не відразу. Так, при страті вбивці двох людей Дональда Хардінга в Аризоні 6 квітня 1992, смерть наступила лише через 11 хвилин; присутнього при страті прокурора штату знудило. Для прискорення настання смерті засудженим зазвичай радили глибоко дихати, тобто брати активну участь у власній карі, що також вважається неетичним. Усе це привело до того, що наразі газова камера в США вже досить давно не застосовувалася і в осяжному майбутньому її використання на практиці малоймовірне.

## Гази, що застосовуються в газовій камері

### Третій Рейх
У нацистській Німеччині в таборах смерті газові камери використовувалися для масового знищення в'язнів Циклоном Б. Крім стаціонарних газових камер, використовувалися також пересувні моделі на автомобільній базі, так звані «душогубки», де отруєння проводилося за допомогою чадного газу з вихлопної труби в непроникному кузові.

### США

Використання газової камери в США
Лише як вторинний метод
Використовувалася раніше, але не зараз
Ніколи не використовувалася

У США для страти застосовується синильна кислота, що готується на місці розчиненням ціанідів у сірчаній кислоті. У 1995 році Стюарт А. Крек (англ. Stuart A. Creque) запропонував використовувати для страти в газовій камері чистий азот, яким замінюється звичайне повітря. Перебування в атмосфері чистого азоту викликає втрату свідомості менш ніж за хвилину без будь-яких неприємних відчуттів. Оскільки азот є природним компонентом повітря, він не має смаку, кольору і запаху, простий в отриманні і, на відміну від синильної кислоти, не представляє небезпеки в разі витоку з газової камери. У наші дні газові камери як смертна кара використовуються тільки у штатах Аризона і Каліфорнія.

## Застосування для евтаназії
Починаючи з 30-х років 20 століття в лабораторіях, які працюють з тваринами, стали з'являтися евтанайзери, тобто газові камери, розміром приблизно 0,5 м у всіх вимірах. Розмір такого евтанайзера не дозволяє помістити туди людину, але легко поміщаються миші, щури і кролики. У цю камеру впускається азот або вуглекислий газ у кількості, яка створює гіпоксію і тварини непомітно для себе задихаються в цьому апараті.
У 2017 році Філіп Ничке – австралійський політик, затятий прихильник, лобіст і практик евтаназії, спільно з нідерландським інженером Олександром Баннінком дали розвиток цій ідеї, збільшивши евтанайзер до розмірів людини. Більшість деталей цього пристрою виготовлені на 3D-принтері, в камеру з балона, розташованого внизу, подається стиснутий азот у кількості 4-х літрів, таким чином знижується відсоток вільного кисню з нормальних 20 % до 2 %, яке для самого евтаназанта відбувається практично непомітно. Газова камера активується евтаназантом зі смартфона через спеціальний додаток, який дає код активації, що дійсний протягом доби. Наприкінці 2021 року цей виріб отримав право на експлуатацію у Швейцарії, але задовго до того отримав шквал критики, що стало чорним піаром. Критики в один голос стверджують, що такий виріб – це гламурна газова камера, яка може спричинити хвилю самогубств.